# Nurmaanjärvi (sjö i Joutsa, Mellersta Finland)
Nurmaanjärvi är en sjö i kommunen Joutsa i landskapet Mellersta Finland i Finland. Sjön ligger 94,3 meter över havet. Arean är 94 hektar och strandlinjen är 7,13 kilometer lång. Sjön  ingår i Kymmene älvs huvudavrinningsområde.   Den ligger omkring 51 kilometer söder om Jyväskylä och omkring 190 kilometer norr om Helsingfors.  